# 小行星15896
小行星15896（15896 Birkhoff）是一颗绕太阳运转的小行星，为主小行星带小行星。该小行星于1997年6月13日发现。

## 轨道参数
小行星15896的轨道半长轴为2.4232281 UA，离心率为0.155。